# Formule des compléments
La formule des compléments désigne une propriété de la fonction gamma :

Pour tout nombre complexe z dont la partie réelle est strictement comprise entre 0 et 1,
{\displaystyle \Gamma (1-z)\;\Gamma (z)={\pi  \over \sin \pi z}.}

Cette propriété a été découverte par Leonhard Euler.

## Démonstration
On considère la fonction bêta
{\displaystyle \mathrm {B} (p,q)=\int _{0}^{1}t^{p-1}(1-t)^{q-1}\,\mathrm {d} t.}
En posant z complexe de partie réelle comprise entre 0 et 1, puis en faisant le changement de variables u=t⁄1-t, on obtient l’égalité :
{\displaystyle \mathrm {B} (z,1-z)=\int _{0}^{1}t^{z-1}(1-t)^{-z}\,\mathrm {d} t=\int _{0}^{+\infty }{\frac {u^{z-1}}{1+u}}\,\mathrm {d} u=\int _{0}^{+\infty }f(u)\,\mathrm {d} u.}
On calcule cette intégrale par le théorème des résidus. Pour cela, on définit le chemin suivant pour 0<ε<1<R :
- Cε le demi-cercle de rayon ε sur le demi-plan Re(w)<0
- les deux segments {\displaystyle S_{\varepsilon ,R}^{\pm }=\{\pm \mathrm {i} \varepsilon ,\pm \mathrm {i} \varepsilon +{\sqrt {R^{2}-\varepsilon ^{2}}}\}}
- l'arc de cercle {\displaystyle \Gamma _{\varepsilon ,R}=\left\lbrace R\mathrm {e} ^{\mathrm {i} \theta },\theta \in \left[\arctan {\frac {\varepsilon }{\sqrt {R^{2}-\varepsilon ^{2}}}},2\pi -\arctan {\frac {\varepsilon }{\sqrt {R^{2}-\varepsilon ^{2}}}}\right]\right\rbrace }

En choisissant ε et R de sorte que le point w=-1 soit dans le lacet, le théorème des résidus donne
{\displaystyle \int _{C_{\varepsilon }}f(w)dw+\int _{S_{\varepsilon ,R}^{+}}f(w)dw+\int _{\Gamma _{\varepsilon ,R}}f(w)dw+\int _{S_{\varepsilon ,R}^{-}}f(w)dw=2\mathrm {i} \pi \mathrm {Res} (-1,f).}
En faisant tendre ε vers 0 et R vers l’infini, il vient, par le lemme de Jordan, que les intégrales sur Cε et Γε,R tendent vers 0. D'autre part, en considérant les logarithmes complexes, il vient :
{\displaystyle \forall t>0,\quad (t+\mathrm {i} \varepsilon )^{1-z}{\underset {\varepsilon \rightarrow 0}{\longrightarrow }}t^{1-z}\ ,\ (t-\mathrm {i} \varepsilon )^{1-z}{\underset {\varepsilon \rightarrow 0}{\longrightarrow }}t^{1-z}\mathrm {e} ^{-2\mathrm {i} \pi z}.}
Ainsi, après simplifications, on a :
{\displaystyle 2\mathrm {i} \pi \mathrm {Res} (-1,f)=(1-\mathrm {e} ^{2\mathrm {i} \pi z})\int _{0}^{+\infty }{\frac {u^{z-1}}{1+u}}\,\mathrm {d} u.}
De plus :
{\displaystyle \mathrm {Res} (-1,f)=\lim _{w\to -1}{\frac {1}{w^{1-z}}}=-\mathrm {e} ^{\mathrm {i} \pi z}.}
Donc, en simplifiant
{\displaystyle \mathrm {B} (z,1-z)=\int _{0}^{+\infty }{\frac {u^{z-1}}{1+u}}\,\mathrm {d} u={\frac {\pi }{\sin(\pi z)}}.}
Il suffit alors de rappeler la définition de la fonction bêta à partir de la fonction Gamma d'Euler pour conclure.